# Servizio di Pubblica Sicurezza (Lituania)
Il Servizio di Pubblica Sicurezza (Viešojo saugumo tarnyba in lituano) è una forza di polizia della Lituania dipendente dal ministero dell'interno, incaricata di assistere la Polizia nel caso di problemi a mantenere l'ordine pubblico, oltre ad essere la principale unità dotata di strumenti antisommossa.
È partner della Forza di gendarmeria europea.

## Storia
L'agenzia precursora del Servizio di Pubblica Sicurezza nacque nel 1920, come Brigate dell'Esercito Locali (lituano: Vietinės kariuomenės brigada), ma venne sciolta pochi anni dopo. Fu nel 1991 che vennero istituite le Unità di Servizio Interno (lituano: Vidaus tarnyba), rinominate nel 2002 con il nome attuale in seguito alla riorganizzazione.

## Forze dell'ordine della Lituania
- Polizia della Lituania
- Servizio di Stato della Guardia di Frontiera (Lituania)
- Servizio per l'Investigazione dei Reati Finanziari